# 声門破裂音
声門破裂音（せいもんはれつおん、英: glottal plosive）とは子音の類型の一つ。
閉じた声門が開放されて起こる破裂音（閉鎖音）。
声門を完全に閉じた後、呼気とともに急に声門を開いたときに出る音であるが、言い換えれば声門を閉じた状態からすかさず何らかの母音を発音すれば、子音部分がこの音となる。
咳をするときには特に強い声門破裂音が聞こえる。
国際音声字母で[ʔ]と記述される。
声門を閉じたまま声帯を振動させることはできないので、理論的に有声の声門破裂音は存在し得ない。
また、音節末において、「あっ！」と驚くときのように、「声門が閉じることによって単純な母音とは異なる聞こえになるが、声門の開放は伴わない」という場合があるが、こうした場合には一般に声門閉鎖音（英: glottal stop）と呼ばれる。

## 特徴
- 気流の起こし手 - 肺臓からの呼気。
- 発声 - なし。便宜上、無声音に入れられることがあるが、無声音が声帯が開いているのとは異なり、調音点が声帯なので閉じている。聴覚印象からすると無声音である。
- 調音
  - 調音位置 - 声帯と声帯の間による声門音。
  - 調音方法
    - 口腔内の気流 -
    - 調音器官の接近度 - 完全な閉鎖を一気に開放することによる破裂音
    - 口蓋帆の位置 - 口蓋帆を持ち上げて鼻腔への通路を塞いだ口音。鼻音を調音することは生理的に不可能。

## 言語例

### 音素として声門破裂（閉鎖）音をもつ言語
以下は声門破裂（閉鎖）音 [ʔ] を音素としてもつ言語と、それを含む語の例。
音節頭にのみ声門破裂音素が立つもの
- ハワイ語 - オキナ（ʻ）で表される子音。ʻae 「はい」 / aʻe 「ムクロジ」 / ʻaʻe 「踏む」 のように明確に弁別機能をもつ。ほかポリネシアの言語には同様の音素をもつものが多い。
- 琉球語 首里方言 - [ʔn̩nʲi]「稲」に対して [n̩nʲi] 「胸」というように [ʔ] の有無によって単語が弁別される場合があり、[ʔ] は独立した音素であると認められる。

音節末にのみ声門閉鎖音素が立つもの
- 上海語 - 日頭 [nʲiəʔ.dɤ] 「太陽」
- 日本語 薩隅方言 - [kaʔ]（カッ）「柿」
- 日本語 井川方言 - [jomaʔ]（ヨマッ）「読もう」

#### その他
- アラビア語 - ハムザ（ء）で表される子音が多用される。أَبٌ [ʔab(ʊn)] 「父親」
- デンマーク語では stødと呼ばれる弁別性のある現象があり、これが声門閉鎖のような形で現れる場合がある。ånden [ˈʌnn̩] "breathing" に対する ånden [ˈʌnˀn̩]  "the spirit" など。
- ベトナム語（標準語・ハノイ方言）では、6つある声調のうち「˜」で表される thanh ngã（タイン・ガッア）と呼ばれる声調において、母音が途中に声門閉鎖を挟む形で発音され、ピッチの変化とともに語の識別に用いられている。

### 音素としては声門破裂音をもたない言語
日本語（標準語）を含む多くの言語は声門破裂（閉鎖）音 [ʔ] を音素としてはもたないが、こうした言語においても発話の状況や話者によっては母音の前後などに [ʔ] が現れることは珍しくない。たとえば日本語で「青鬼」とはっきり丁寧に伝えたいとき、この音が挿入されて [aoʔonʲi] となることが多い。また驚いたときや怒ったときの発話にもこの音が現れることがある。これらの場合、この音は弁別の機能を担っているわけではなく、また通常話者によって意識されてもいない。
また、特定の音素の異音として声門破裂（閉鎖）音が用いられる場合もある。
たとえば英語では語末の /t/ がこの音に変化する場合がある（例: cat [kʰæʔ] ）。また、イギリス英語では語中でも変化する場合がある（例: water [ˈwɔːʔə] ）。
タイ語では「母音で始まる単語」は実際には語頭に [ʔ] をともなって発音されることが多い。しかし [ʔ] の有無が語によって決まっているものではなく、有無による対立というものが存在しないので、[ʔ] は「子音不在の異音」と考え、音素とはみなさないのが定説である。
朝鮮のハングルでは、訓民正音創製当時には存在したが現在では用いられていない古ハングルのうちのㆆがこれに当たるとされるが、当時の中期朝鮮語では声門破裂音が独立した音素として存在していたわけではなく、人工的に作り出された東国正韻式漢字音の初声（実際には無音のㅇと差異がなかったのではないかと考えられる）に用いられたり、用言の連体形でㅭの形で用いられたときに次に来る平音を濃音化させるマーカーとしての役割を持つという用法などがあった。